# 熊谷浩二
熊谷 浩二（くまがい こうじ、1975年10月23日 - ）は、青森県十和田市出身の元サッカー選手。サッカー指導者。青森県立三本木農業高等学校を卒業後、鹿島アントラーズ、ベガルタ仙台で活躍した。ポジションはミッドフィールダー（ボランチ）。

## 来歴
2000年度の鹿島アントラーズ三冠達成時のレギュラーメンバーであり、サイドバックからセカンドストライカーまでこなすユーティリティプレイヤーとして活躍した。この年、出身地である十和田市より市民栄誉賞を授与されている。
三本木農高では全国高校サッカー選手権大会に3年間出場することができなかったが、ユース代表としては1995年のワールドユースで代表のキャプテンも務め、中田英寿らと共に世界を相手にベスト8という成績を残した。当時の共に戦ったメンバーの中には、奥大介、松田直樹、森岡隆三、山田暢久といった選手がいる。またトルシエジャパン時代には代表候補にも選ばれた。
鹿島アントラーズではボランチとして活躍し、豊富な運動量を武器に116試合に出場し10得点を挙げた。2004年途中からにベガルタ仙台へ移籍し、2005年にはキャプテンを務めた。しかし、度重なる怪我に悩まされ、2005年シーズン終了後に引退した。2006年から2010年まで鹿島アントラーズ強化部スカウト担当を、2011年から2013年まで鹿島アントラーズユースコーチを、2014年から2018年までは鹿島アントラーズユース監督を、2020年から2021年までは鹿島アントラーズトップチームコーチをそれぞれ務めた。
2023年1月、ヴァンラーレ八戸のゼネラルマネージャーに就任、2024年3月に退任。

## 所属クラブ
- 十和田市立南小学校
- 十和田市立三本木中学校
- 三本木農業高等学校
- 1994年 - 2004年7月 鹿島アントラーズ
- 2004年7月 - 2005年 ベガルタ仙台

## 個人成績
| 国内大会個人成績 | 国内大会個人成績 | 国内大会個人成績 | 国内大会個人成績 | 国内大会個人成績 | 国内大会個人成績 | 国内大会個人成績 | 国内大会個人成績 | 国内大会個人成績 | 国内大会個人成績 | 国内大会個人成績 | 国内大会個人成績 |
| 年度             | クラブ           | 背番号           | リーグ           | リーグ戦         | リーグ戦         | リーグ杯         | リーグ杯         | オープン杯       | オープン杯       | 期間通算         | 期間通算         |
| 年度             | クラブ           | 背番号           | リーグ           | 出場             | 得点             | 出場             | 得点             | 出場             | 得点             | 出場             | 得点             |
| 日本             | 日本             | 日本             | 日本             | リーグ戦         | リーグ戦         | リーグ杯         | リーグ杯         | 天皇杯           | 天皇杯           | 期間通算         | 期間通算         |
| ---------------- | ---------------- | ---------------- | ---------------- | ---------------- | ---------------- | ---------------- | ---------------- | ---------------- | ---------------- | ---------------- | ---------------- |
| 1994             | 鹿島             | -                | J                | 11               | 0                | 0                | 0                | 0                | 0                | 11               | 0                |
| 1995             | 鹿島             | -                | J                | 6                | 1                | -                | -                | 0                | 0                | 6                | 1                |
| 1996             | 鹿島             | -                | J                | 9                | 1                | 4                | 0                | 0                | 0                | 13               | 1                |
| 1997             | 鹿島             | 18               | J                | 5                | 0                | 5                | 0                | 1                | 0                | 11               | 0                |
| 1998             | 鹿島             | 18               | J                | 4                | 2                | 0                | 0                | 0                | 0                | 4                | 2                |
| 1999             | 鹿島             | 18               | J1               | 10               | 3                | 3                | 1                | 2                | 0                | 15               | 4                |
| 2000             | 鹿島             | 18               | J1               | 24               | 1                | 6                | 0                | 4                | 1                | 34               | 2                |
| 2001             | 鹿島             | 18               | J1               | 20               | 0                | 5                | 0                | 2                | 0                | 27               | 0                |
| 2002             | 鹿島             | 18               | J1               | 19               | 2                | 8                | 0                | 0                | 0                | 27               | 2                |
| 2003             | 鹿島             | 18               | J1               | 1                | 0                | 1                | 0                | 0                | 0                | 2                | 0                |
| 2004             | 鹿島             | 18               | J1               | 7                | 0                | 0                | 0                | -                | -                | 7                | 0                |
| 2004             | 仙台             | 33               | J2               | 13               | 0                | -                | -                | 2                | 0                | 15               | 0                |
| 2005             | 仙台             | 6                | J2               | 27               | 0                | -                | -                | 1                | 0                | 28               | 0                |
| 通算             | 日本             | 日本             | J1               | 116              | 10               | 32               | 1                | 9                | 1                | 157              | 12               |
| 通算             | 日本             | 日本             | J2               | 40               | 0                | -                | -                | 3                | 0                | 43               | 0                |
| 総通算           | 総通算           | 総通算           | 総通算           | 156              | 10               | 32               | 1                | 12               | 1                | 200              | 12               |

その他の公式戦
- 1998年
  - スーパーカップ 1試合0得点
- 2000年
  - Jリーグチャンピオンシップ 2試合0得点
- 2001年
  - Jリーグチャンピオンシップ 2試合0得点
- 2002年
  - スーパーカップ 1試合0得点

その他の国際公式戦
- 1997年 - 1998年
  - アジアクラブ選手権 6試合2得点
- 1999年 - 2000年
  - アジアクラブ選手権 4試合2得点
- 2001年 - 2002年
  - アジアクラブ選手権 5試合0得点

## 代表歴
- U19日本代表、U-20日本代表
  - 1994年AFCアジアユース（アジアユース ベストDF賞）
  - 1995年FIFAワールドユース（ベスト8）
- 日本代表候補 (2001年)

## 指導歴
- 2006年 - 2021年 鹿島アントラーズ
  - 2006年 - 2010年 スカウト担当
  - 2011年 - 2013年 ユース コーチ
  - 2014年 - 2018年 ユース 監督
  - 2020年 - 2021年 トップチーム コーチ
- 2022年 アルビレックス新潟U-18 監督
- 2023年 - 2024年3月 ヴァンラーレ八戸 ゼネラルマネージャー

## タイトル
選手時代
鹿島アントラーズ
- Jリーグ：4回 (1996年、1998年、2000年、2001年)
  - 1stステージ優勝：1回 (1997年)
  - 2ndステージ優勝：3回 (1998年、2000年、2001年)
- ヤマザキナビスコカップ：2回 (1997年、2000年)
- 天皇杯：2回 (1997年、2000年)
- ゼロックススーパーカップ：3回 (1997年、1998年、1999年)
- A3チャンピオンズカップ：1回 (2003年)

指導者時代
鹿島アントラーズユース
- Jユースカップ：1回 (2014年)
- アジア・チャンピオンズ・トロフィー：1回 (2015年)
- 高円宮杯 JFA U-18サッカープレミアリーグ：1回 (2015年)
  - EAST優勝：1回 (2015年)